# Somió
Somió es una parroquia histórica del concejo asturiano de Gijón (España) y, según su ayuntamiento, una de las parroquias en que se divide su distrito Rural. Sitio preferente para la residencia de la burguesía local desde finales del siglo XIX, es la zona urbana de Asturias con mayor renta por habitante, así como la concentración más grande de viviendas unifamiliares del norte de la península.

## Situación geográfica
La parroquia de Somió se localiza al oriente del concejo de Gijón, limitando al oeste con el río Piles, que marca la separación histórica con la parroquia de Gijón y con la ciudad propiamente dicha y al este con el río Ñora, que desemboca en la playa homónima y lo separa de la parroquia de Quintueles, en el concejo de Villaviciosa. Las desembocaduras de estos ríos delimitan su frente litoral, bañado por el Mar Cantábrico. Por el sur limita con las también gijonesas parroquias de Bernueces y Cabueñes.

## Demografía
A efectos demográficos, la parroquia de Somió dejó de aparecer en el nomenclátor en 1986, al quedar incluidos sus habitantes dentro de la villa de Gijón. No obstante, según el Ayuntamiento de Gijón, es una de las parroquias en las que se divide su término municipal. Según el Nomenclátor geográfico de la toponimia oficial del Principado de Asturias, Somió es una «Agregación superior al barrio».
En 1900 tenía una población de 1637 habitantes, en 1994 sumaba 5557 personas, en 2001 alcanzaba los 6800 vecinos y en 2012 registraba 7441 personas. En 2015, según el Ayuntamiento, el barrio de Somió contaba con una población urbana de 7290 personas (3769 mujeres y 3521 hombres). A principios de 2023, el padrón provisional de 2022 contabilizaba 7368 personas, lo que la convertía, según el diario El Comercio, en la parroquia más poblada del municipio.

## Historia

### Edad Media y Moderna

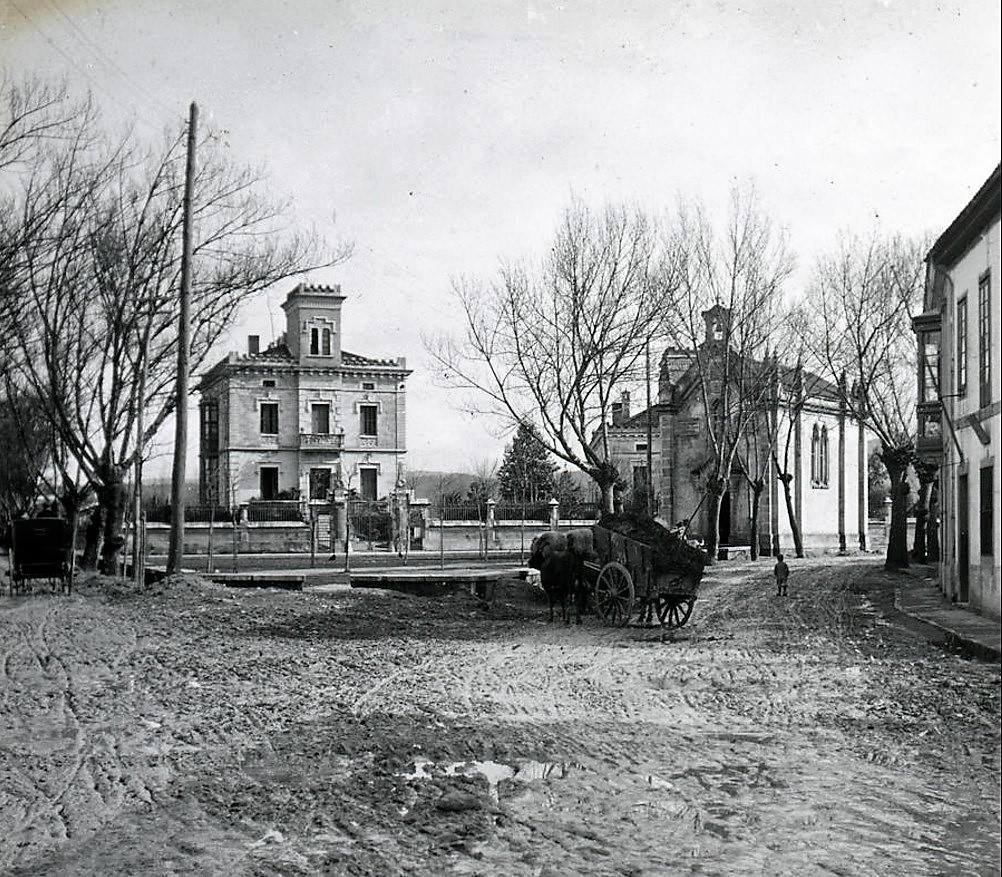
La Guía, 1910. En la parroquia convivieron las actividades agrarias tradicionales con las viviendas de la alta sociedad gijonesa.

En un documento de 1006 en el que consta la donación de varios bienes de la reina Velasquita (primera esposa del rey Bermudo II) a la catedral de San Salvador de Oviedo, y a su obispo Ponce, aparece citada la villa de Sumeo, que podría identificarse como Somió.
En 1395, cuando Isabel de Portugal, señora de Viseu, hija de Fernando I de Portugal y esposa de Alfonso Enríquez, conde de Noreña y de Gijón, se levantó en armas contra el rey e invadió Gijón, los gijoneses fieles al monarca se refugiaron en Somió y, en la actual avenida Dionisio Cifuentes, se constituyeron en concejo.
La parroquia eclesiástica de Somió está bajo la advocación de San Julián de Antinoe y aparece citada como Santollano de Somió en el inventario de parroquias del Obispado de Oviedo en 1386. La actual iglesia de San Julián de Somió fue construida en 1931 por el arquitecto Juan Manuel del Busto.
Durante la Edad Moderna la mayor parte del suelo lo controla la Iglesia, especialmente la iglesia parroquial de San Julián y el Convento de las Angustinas. Había gran cantidad de tierras comunales. Destacan las propiedades del marquesado de San Esteban del Natahoyo, enormemente ampliadas tras desamortización de la mayoría de bienes eclesiásticos de la parroquia en distintas subastas en el siglo XIX.

### Edad Contemporánea

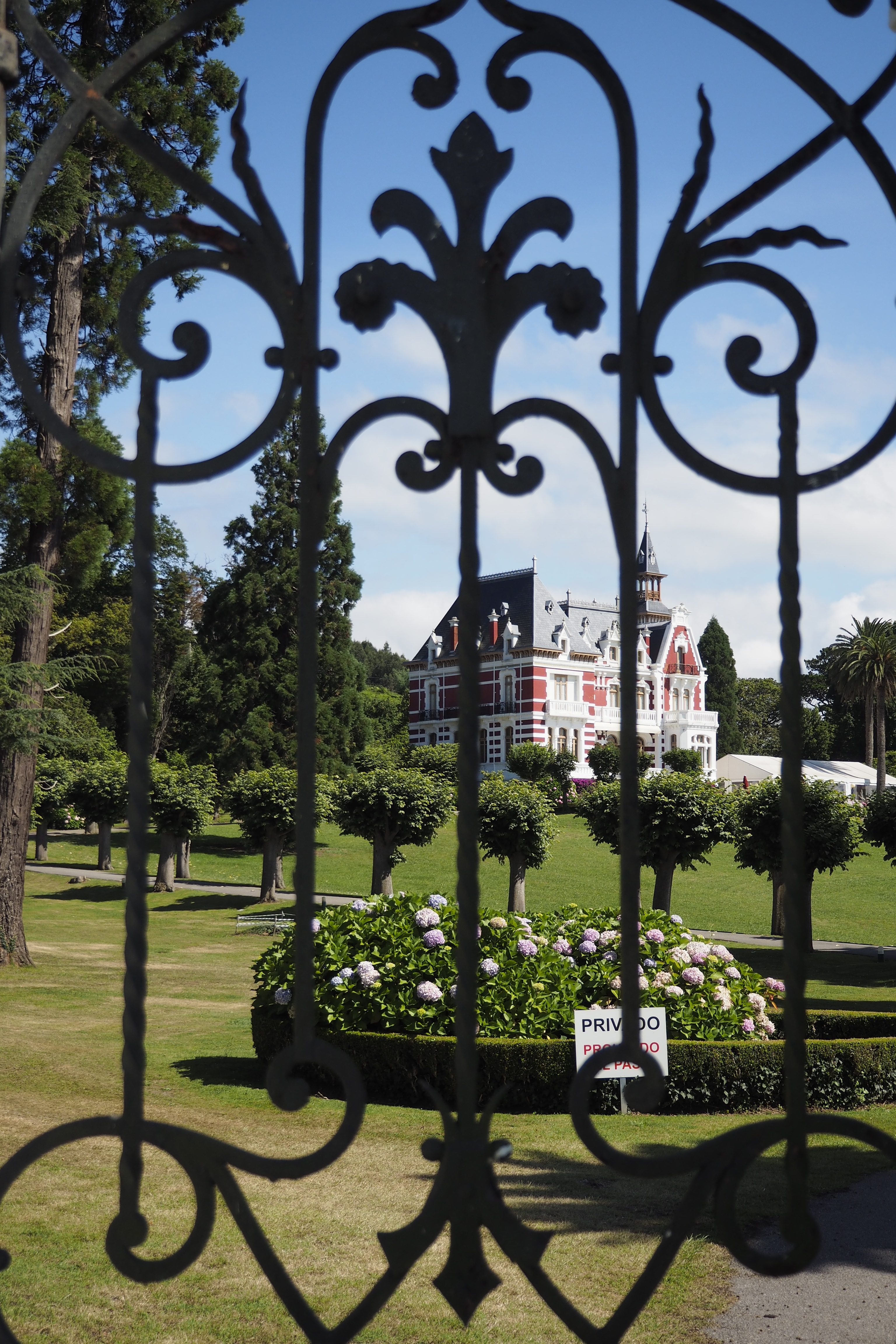
«Villa Concepción» (Quinta de Bauer).

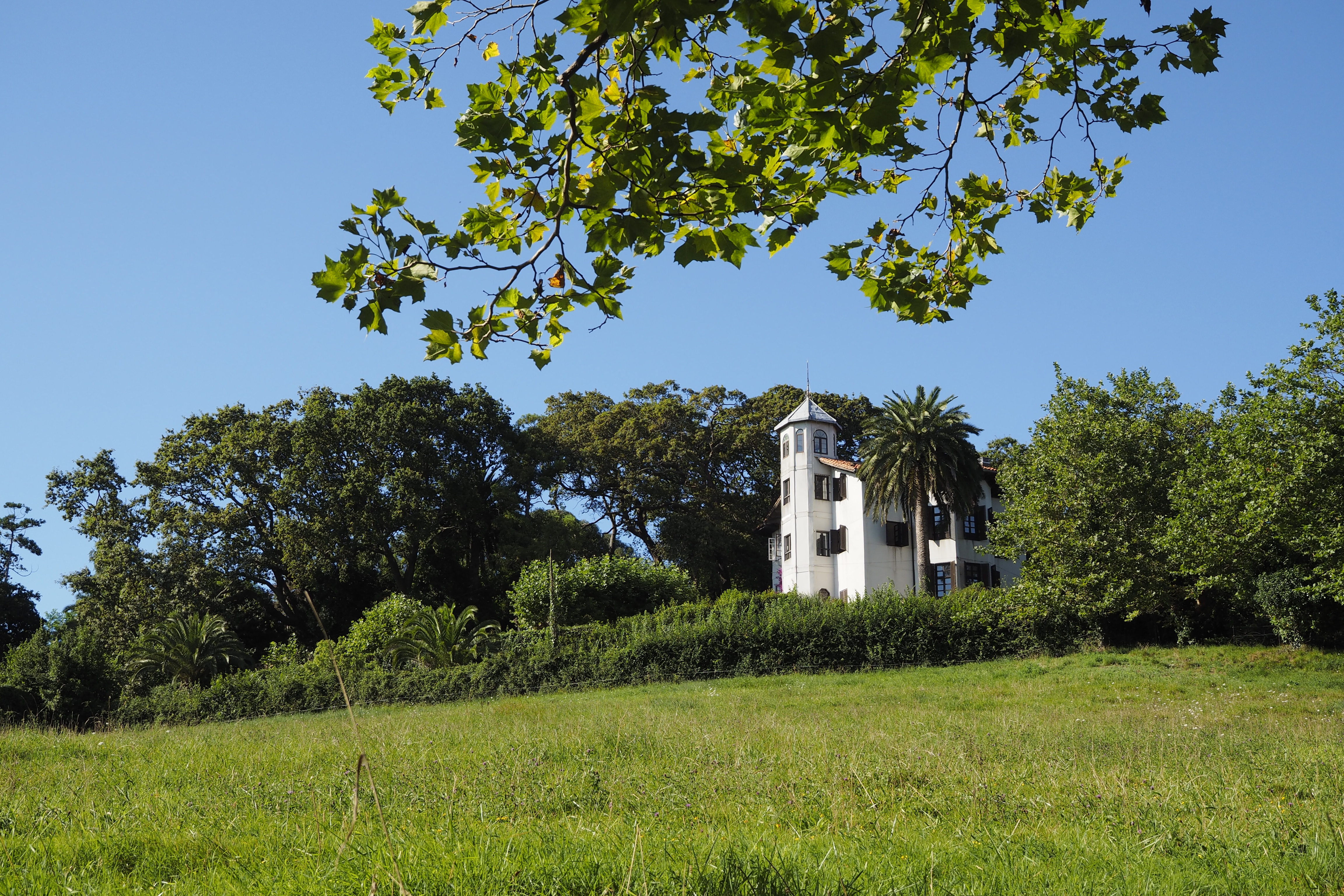
«La Corolla».

En la periferia de la ciudad de Gijón se habían instalado las familias más pudientes del concejo. Con la industrialización en la zona oeste a partir de mediados del siglo XIX (ferrocarril de Langreo, puerto de El Musel y Fábrica de Moreda), las clases altas se reubican paulatinamente en el este de municipio, especialmente en Somió, que a partir de 1890 contó con una rápida conexión con la ciudad mediante una línea del Tranvía de Gijón. Esta línea, que finalizaba en La Guía, se prolonga hasta la plaza de Villamanín en 1891.
En 1888 la reina María Cristina crea el Marquesado de Somió y se lo concede a familiares del VIII marqués de Camposagrado, influyentes propietarios en la parroquia.
A partir de 1860 se construyeron edificaciones de interés arquitectónico. Surgen quintas, palacetes, casas y chalets, como «La Corolla», de 1870; «Villa Concepción», conocida como la Quinta de Bauer (obra del arquitecto Luis Bellido, mismo autor de los palacetes gemelos de La Guía), denominada así por ser la residencia de Fernando Bauer, un hijo de Ignacio Bauer; "La Riega" (obra de Manuel del Busto); "La Redonda" (hoy Museo Evaristo Valle); "Villa María" (construida para Tomás Zarracina Rodríguez y adquirida posteriormente por el conde del Real Agrado, Amadeo Álvarez-Buylla y García Barrosa); el orfanato de Santa Laureana; los palacios de Alejandro Pidal y Mon, del obispo Ramón Martínez Vigil (hoy Convento de las Agustinas Recoletas), del duque de Tarancón y del conde de Benhavís; y las quintas de Fernández-Vallín o del duque de Riánsares.
Destacaron los arquitectos Luis Bellido, autor de la Quinta Bauer y los palacetes de La Guía; Manuel del Busto, que proyectó en 1924 un Palacio Real en La Providencia;Miguel García de la Cruz, que desarrolló varios proyectos de viviendas regionalistas de estilo montañés en la década de 1920y varios arquitectos de la década de los 1940 como Pedro Cabello, Álvarez Sala o Enrique Rodríguez Bustelo, entre otros.
La mayor urbanización de Somió se dio a partir de 1960, debido a la afirmación de las zonas rurales del oeste como industriales (Factoría de Veriña, Tremañes...), y a la aparición de equipamientos de primer nivel en la zona (Universidad Laboral, Hospital de Cabueñes...).La parroquia también se formuló como espacio de ocio y esparcimiento, incluyendo discotecas (El Jardín, Oasis...), merenderos, casas de comidas e instalaciones deportivas como el Palacio de Deportes y la sede del Club de Tenis. La edificación de viviendas unifamiliares, prolongada aún en la actualidad, constituye a Somió como la zona de baja densidad de mayor extensión de Asturias (más de 1000 hectáreas).

## Toponimia
Se desconoce cuál es el origen del nombre de la parroquia. No obstante, el filólogo especializado en lengua asturiana Ramón d'Andrés recoge una hipótesis que intenta explicarlo en su libro Diccionario toponímico del concejo de Gijón. De acuerdo con el mencionado autor, el topónimo parece estar relacionado con el adjetivo latino summum ("lo más alto"). Esto haría referencia a la parte elevada de Somió, en contraste con la fracción llana y baja del resto de la parroquia. Aunque tampoco se puede saber a ciencia cierta qué derivado de summum habría originado Somió, Ramón d'Andrés opina que este quizás sea summetum ("lugar de alturas, los altos"). Tal palabra evolucionaría primero a Somiedo, luego a Somieo o Somiéu, más tarde a Somióu y, finalmente, a la denominación actual. El nombre de la parroquia sería, por tanto, un topónimo hermano de Somiedo, concejo del suroccidente asturiano. Sin embargo, el propio autor reconoce que esta hipótesis presenta problemas de tipo fonético y choca con la forma Sumeo reflejada en los primeros testimonios documentales acerca de Somió. Así y todo, considera las explicaciones que emplean otros derivados de summum poco convincentes. Por último, Ramón d'Andrés señala también que los topónimos acabados en "-ó" o "-ió" son frecuentes en Asturias (véanse Carrió en el concejo de Carreño; Porció, en el concejo de Riosa; o Premió, en el concejo de Las Regueras).

## Barrios
Según el Nomenclátor geográfico de la toponimia oficial del Principado de Asturias, Somió comprende diez barrios. A continuación se listan sus nombres y se indican entre paréntesis sus denominaciones en asturiano, las cuales gozan de carácter oficial:
- Candanal (Candenal)
- Las Caserías (Les Caseríes)
- La Corolla
- Fontanía
- Fojanes (Foxanes)
- Fuejo (Fuexo)
- La Pipa
- El Pisón
- La Redonda
- San Lorenzo (San Llorienzo)

## Zonas naturales

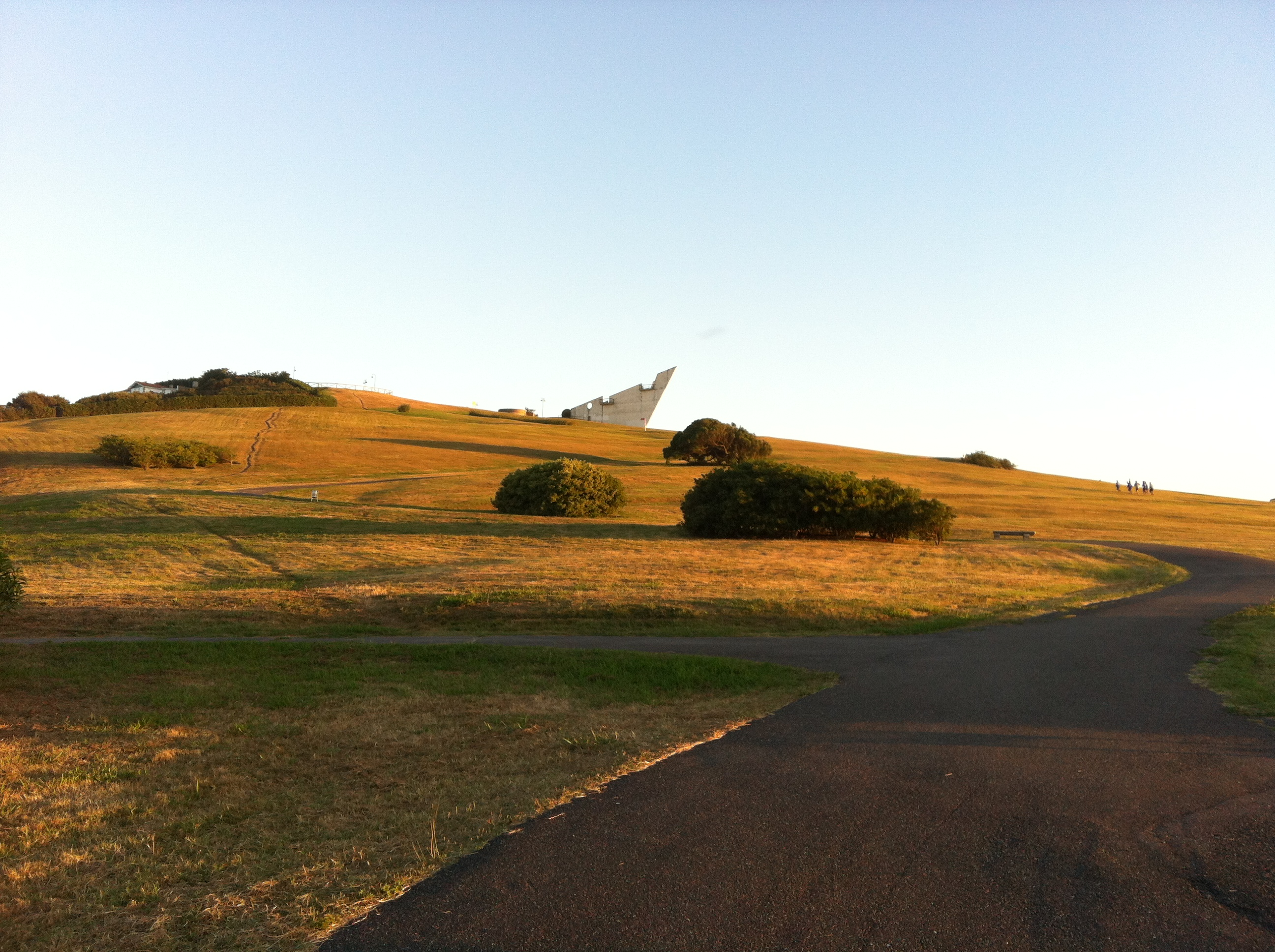
Mirador en el parque del cabo de San Lorenzo.

### Playas
- Estaño
- Serín y La Cagonera
- Peñarrubia (nudista)
- El Rinconín

### Parques
Destacan los parques de El Rinconín y del Cabo de San Lorenzo, el parque Hermanos Castro (antiguo parque Inglés), el parque Colonia, y las Carbayeras (robledales) de Somió, de la plaza de Villamanín (con un roble centenario de 17 m de altura), de Laviada, de La Pipa, y de Candanal.

## Equipamientos

### Deportes
El Real Club de Tenis de Gijón, el Palacio de Deportes de Gijón, dos pistas de béisbol y los campos de fútbol del Club de Fútbol Estudiantes de Somió y del San Lorenzo Club de Fútbol son los equipamientos deportivos más destacables dentro de la parroquia.
En 2012 se instaló una pista de tenis de tierra batida en el parque de los Hermanos Castro y se disputó en ella la semifinal de la Copa Davis entre España y Estados Unidos.

### Cultura y Educación

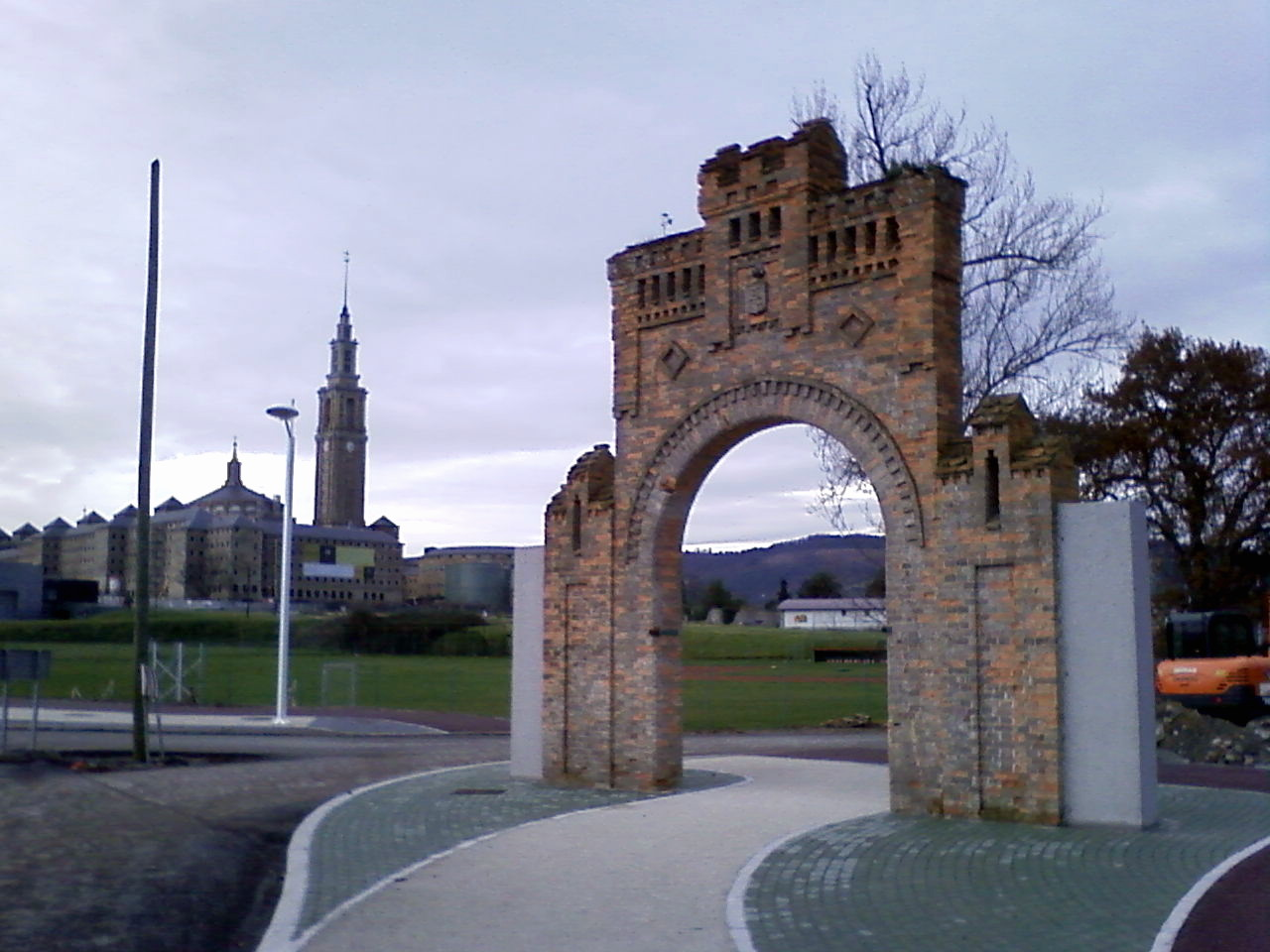
Puerta de la finca La Pecuaria con La Laboral al fondo.

La Fundación Museo Evaristo Valle, el Museo Etnográfico del Pueblo de Asturias (que incluye el Museo internacional de la gaita), el planetario ubicado en la Escuela Superior de la Marina Civil de Gijón, y el Recinto Ferial Luis Adaro, constituyen equipamientos culturales muy importantes dentro de la parroquia.
En centros educativos están: colegio La Corolla, CP Río Piles, IES El Piles, IES La Laboral, la Escuela Superior de Marina Civil y la sede de la UNED.

### Religión
En Somió se encuentran las dos únicas comunidades de clausura de Gijón:
- El Monasterio del Santísimo Sacramento y Purísima Concepción, de la Orden de Monjas Agustinas Recoletas, en Villamanín,[24] que fue adquirido en 1885 por el obispo Martínez Vigil para convertirse en palacio episcopal (quinta de verano) y que incluye la capilla de Nuestra Señora del Rosario, obra del arquitecto Luis Bellido. Se convirtió en convento en 1941, cuando las MM. Agustinas Recoletas abandonaron el convento de la calle San Agustín por su derribo tras el Programa de Reformas Urbanas de Gijón de 1937.
- El Convento de Nuestra Señora del Carmen y San José, de las Carmelitas Descalzas, en La Providencia,[25] construido tras el derribo de su anterior convento en Viesques en el siglo XX.

Destaca la iglesia de San Julián de Somió como principal iglesia de la parroquia y también la Capilla de la Providencia.

## Comunicaciones
A pesar de la morfología rural del barrio, Somió se encuentra bien comunicado con el resto del concejo.
- Por carretera: Los principales ejes son Oeste-Este, destacando, de norte a sur, la carretera de la Providencia (GI-2), la carretera del Infanzón (AS-356), la avenida de la Pecuaria y la avenida del Jardín Botánico (N-632). Existen conexiones con la A-8.

- Por autobús: Destaca los servicios de Emtusa, con las líneas 1, 2, 4, 10, 14, 15, 18, 20, 25, 26, 35 y  E71. La mayoría de estas líneas transcurren por el sur del barrio. También hay otras líneas de empresas privadas que conectan zonas rurales y al concejo de Villaviciosa.

- A pie y a bicicleta: Destaca la Senda del Cervigón, en la costa. Hay un carril bici en la avenida de la Pecuaria.

Hay que mencionar el futuro vial desde el Hospital de Cabueñes hasta la A-8 así como la finalización del Metrotrén, que contará con 3 estaciones en la zona sur (Hospital, Universidad y Viesques).

## Fiestas
Somió celebra su principal romería con motivo de la festividad de la Virgen del Carmen.

## Bandera

Bandera

En 2003 la asociación de vecinos San Julián aprobó un diseño de una bandera, consistente en un paño rectangular de proporciones 2:3 (ancho: largo), dividido diagonalmente desde la parte inferior al asta hacia la parte superior al batiente. La parte superior es verde (Pantone 361), y la inferior blanca. En el cuadrante superior al asta lleva una ardilla de color amarillo (Pantone 109), y en el cuadrante inferior al batiente, una estrella de diez puntas de color rojo (Pantone 485). El campo verde representa el carácter rural de Somió, donde la naturaleza adquiere el máximo protagonismo. La ardilla es el símbolo de la comunidad, donde este animal convive integrado en la vida cotidiana. La estrella roja sobre campo blanco, colores de la bandera de Gijón, subrayan la unión entre parroquia y concejo. La estrella tiene 10 puntas, en representación de los 10 barrios de Somió.

## Galería de imágenes

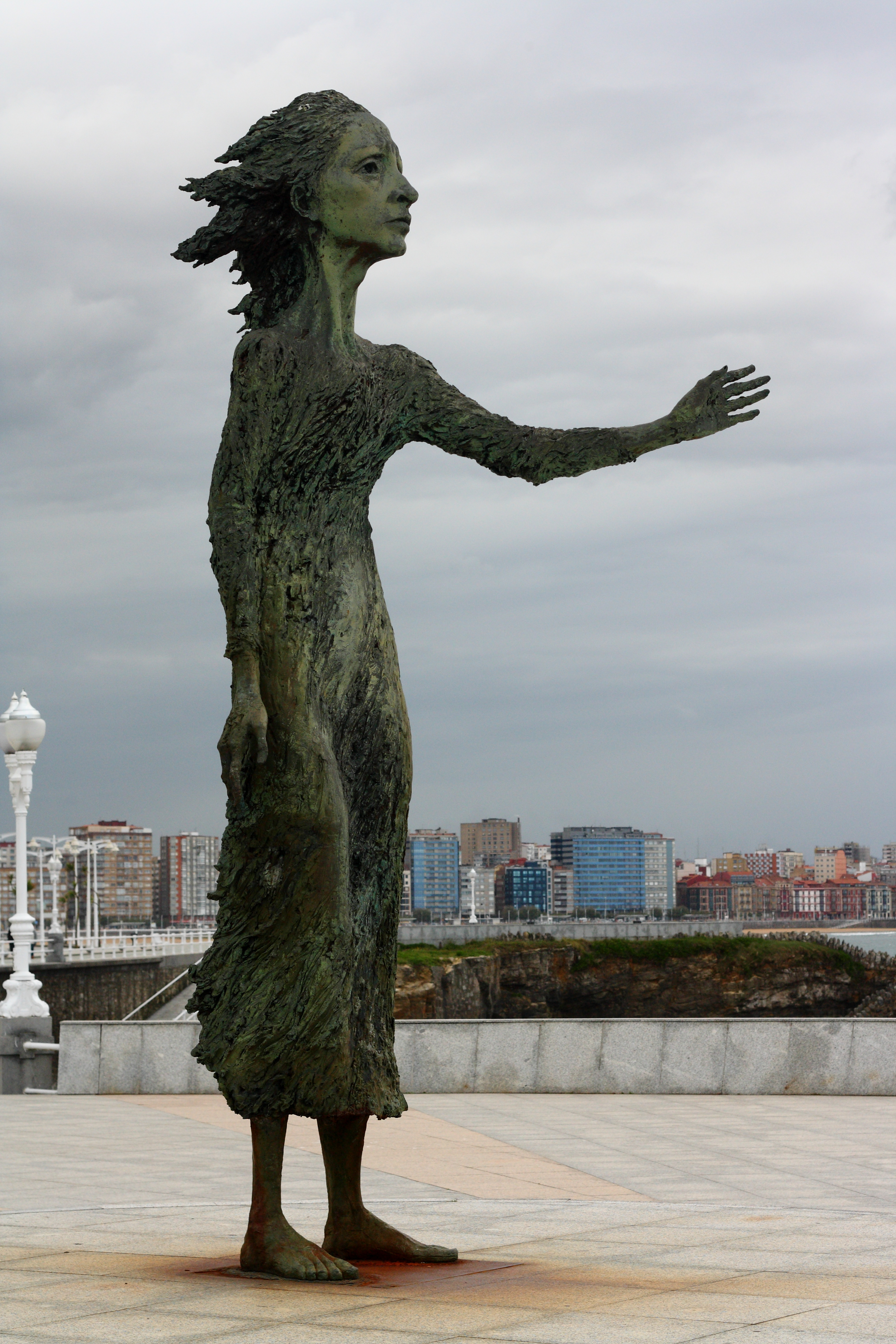
Estatua La madre del emigrante de Ramón Muriedas Mazorra.
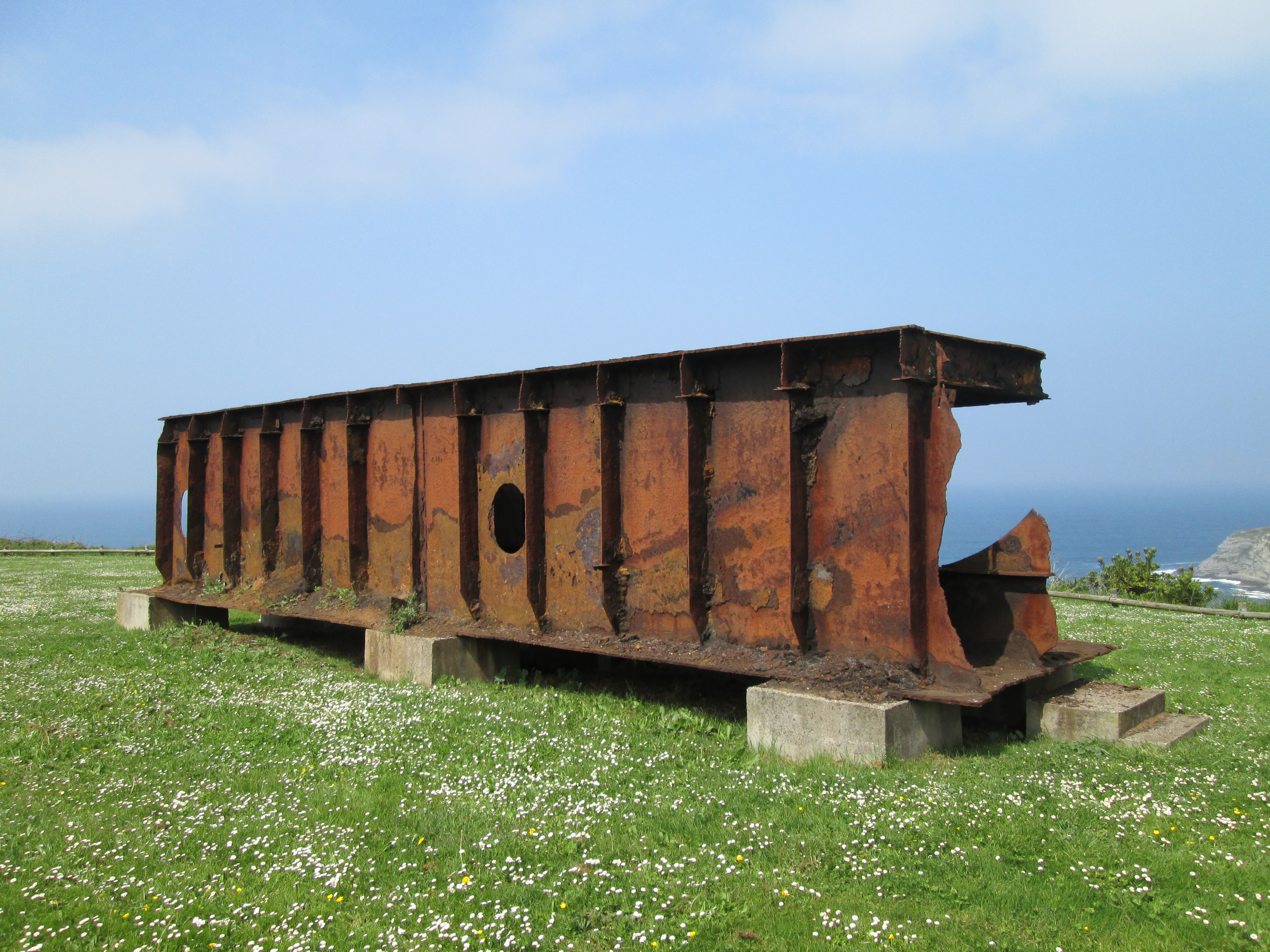
Escultura Memoria de Joaquín Rubio Camín.
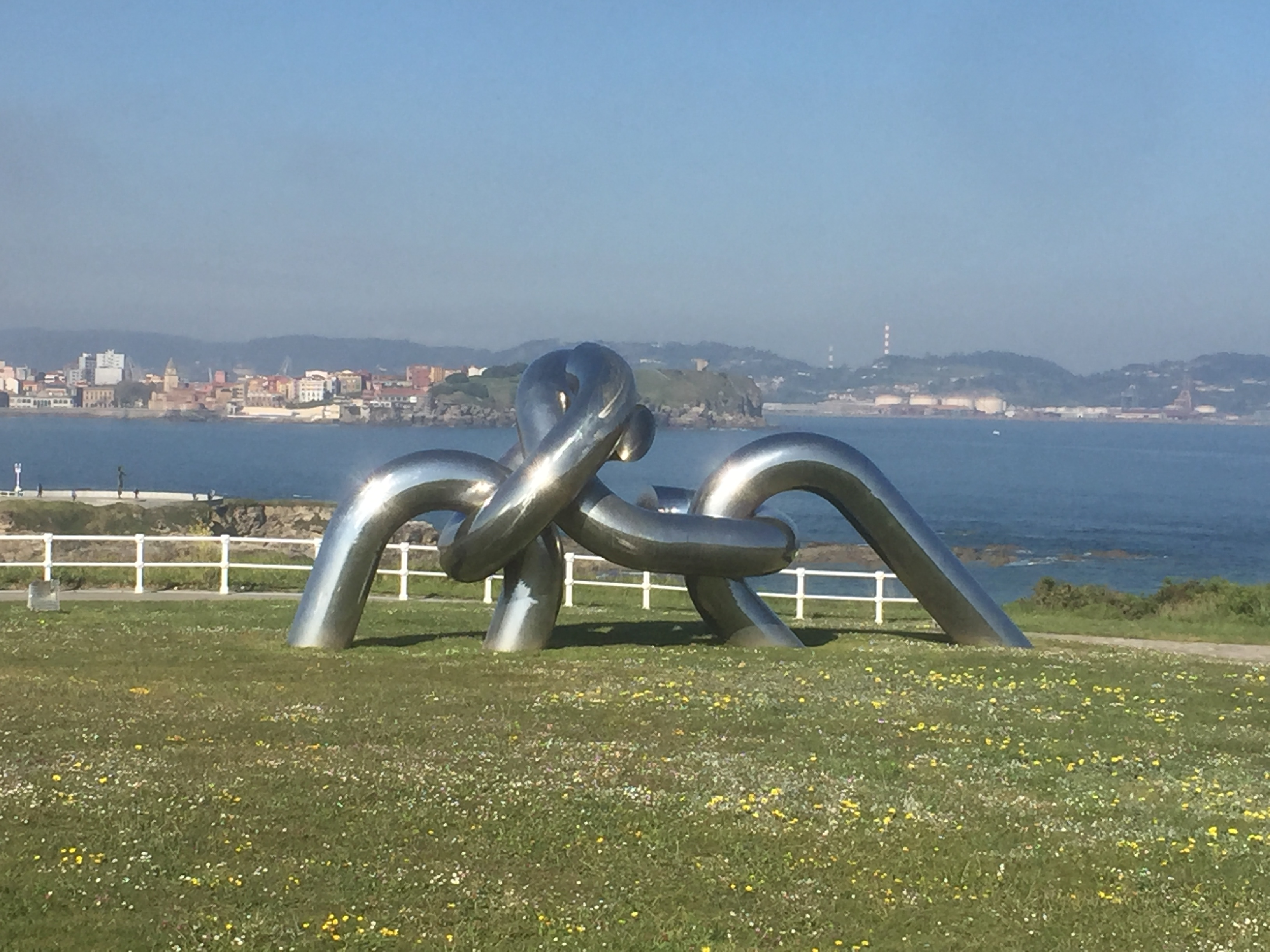
Escultura Solidaridad de José Noja.
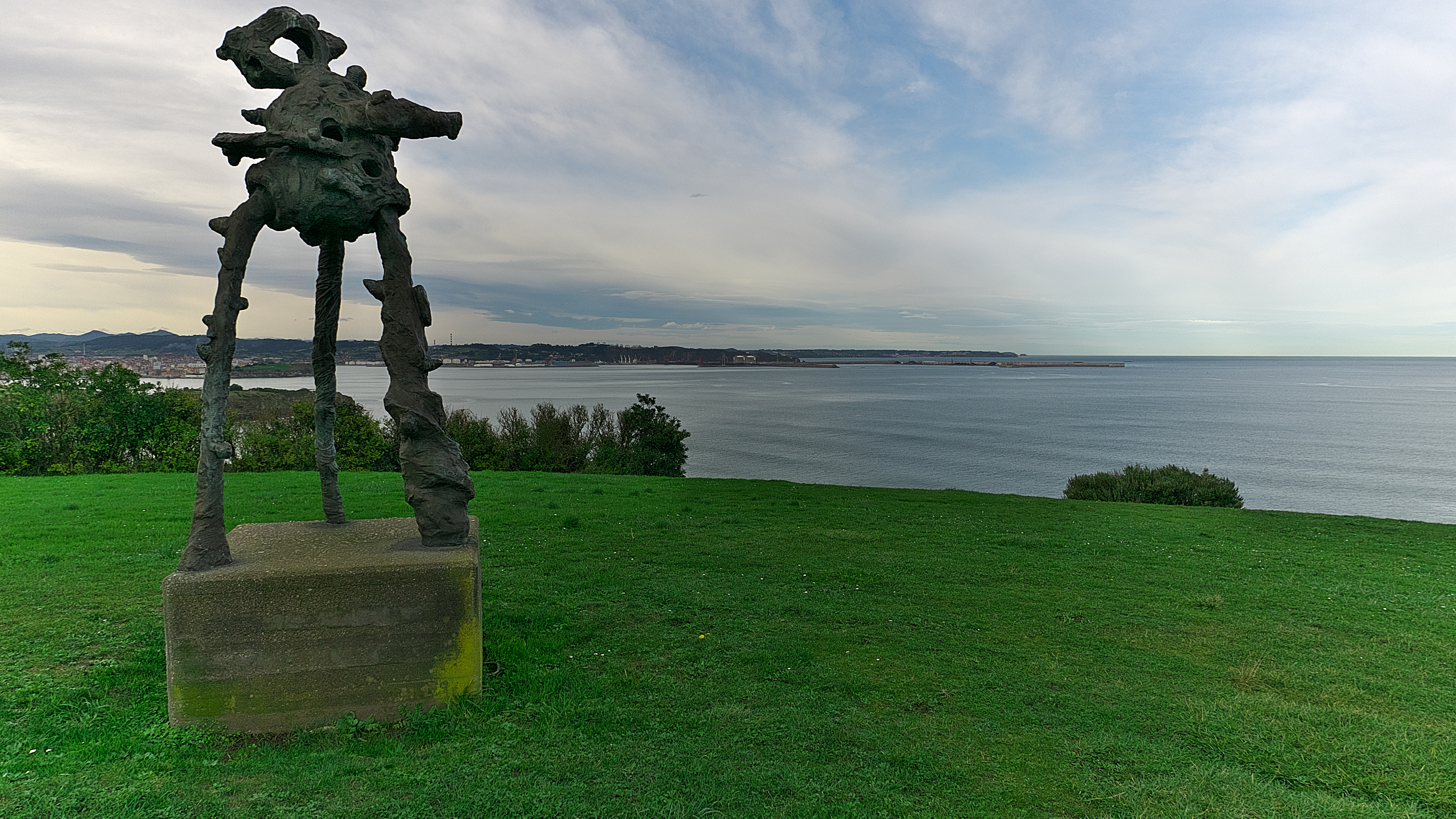
Escultura Paisaje germinador de Miguel Ángel Lombardía Canga.
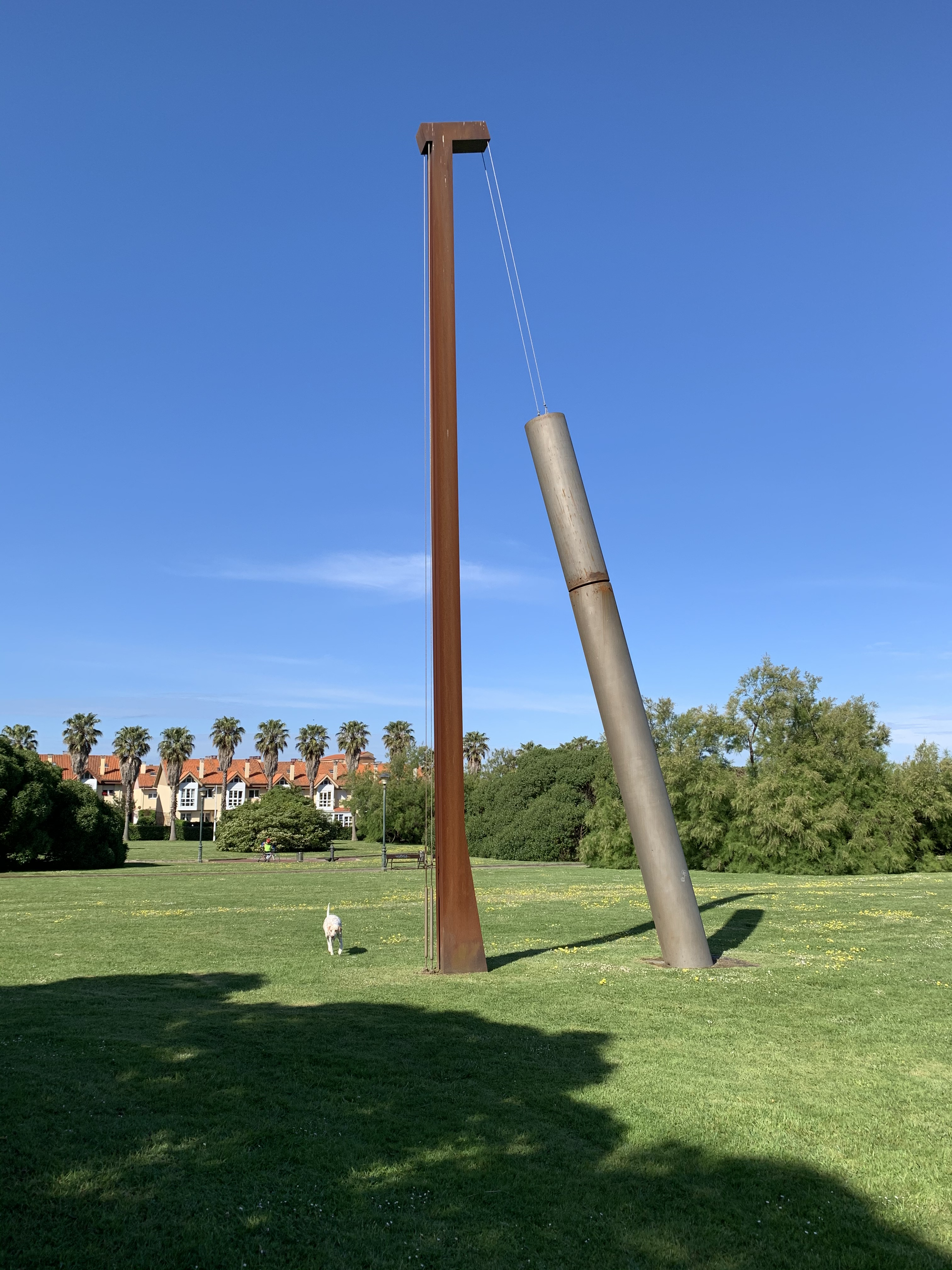
Escultura Sin título de Herminio Álvarez.
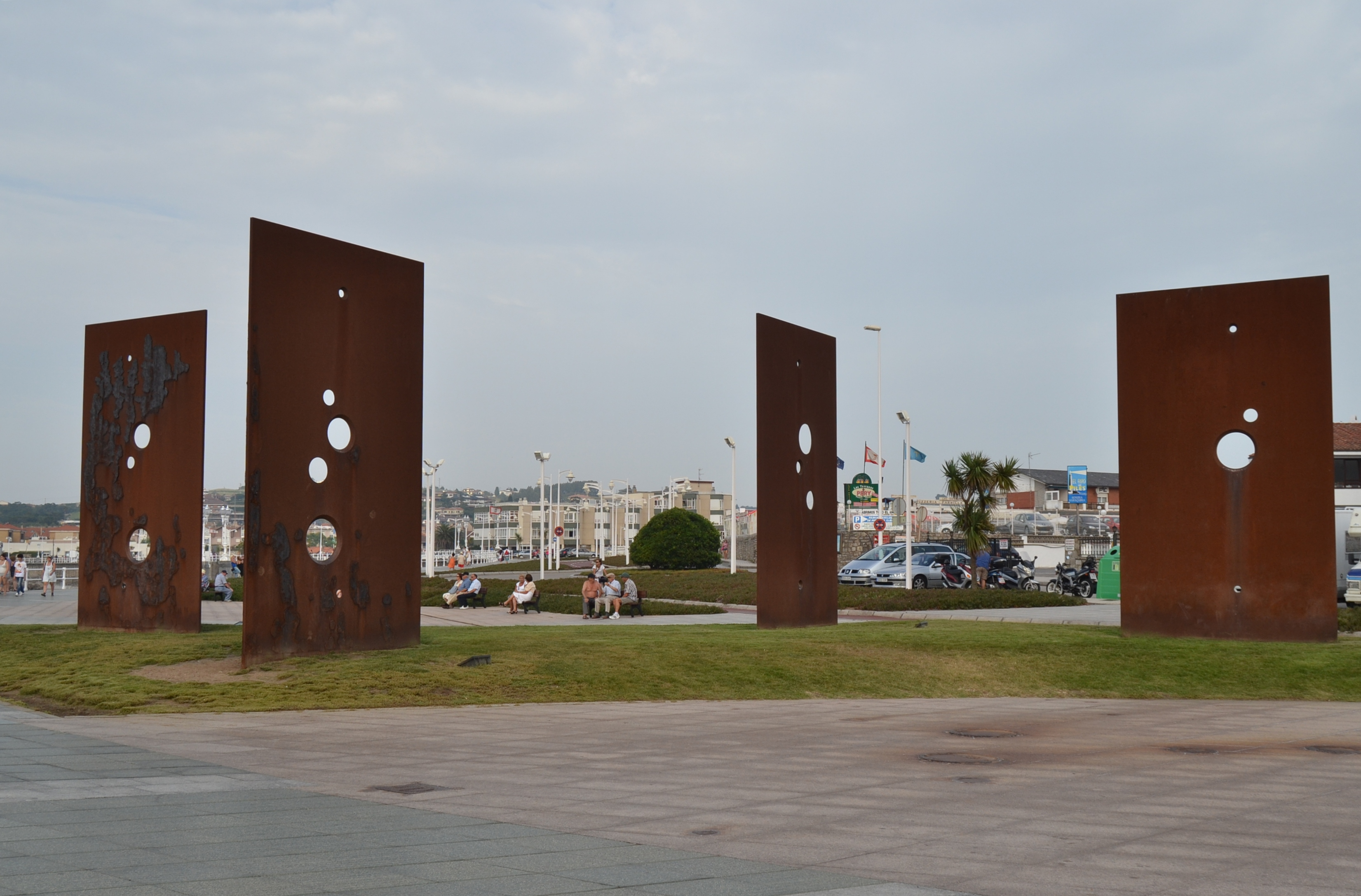
Escultura Sombras de Luz de Fernando Alba Álvarez.